# D. A. Carson
Donald Arthur Carson (Montreal, Canadá, 21 de diciembre de 1946) es un teólogo, predicador, misionero, escritor y erudito bíblico Canadiense-estadounidense conocido por ser profesor emérito de Nuevo Testamento en Trinity Evangelical Divinity School y cofundador de Coalición por el Evangelio.
Carson ha sido descrito como "el trabajo más seminal del Nuevo Testamento por los evangélicos contemporáneos"  y como "uno de los últimos grandes hombres del Renacimiento en la erudición bíblica evangélica". Ha escrito sobre una amplia gama de temas que incluyen el Nuevo Testamento, la hermenéutica, la teología bíblica, el Nuevo Testamento griego, el uso del Antiguo Testamento en el Nuevo testamento y más.

## Biografía

### Familia
Carson nació el 21 de diciembre de 1946 en Montreal, Quebec, Canadá. Sus padres fueron Thomas Donald McMillan Carson y Elizabeth Margaret (de soltera Maybury). Creció en Drummondville, es el segundo de tres hijos, donde su padre pastoreaba una iglesia bilingüe. Su padre plantó varias iglesias y fue pastor en el Canadá francófono.Carson se casó con Joy (de soltera Wheildon) el 16 de agosto de 1975.  Tiene dos hijos y reside en Libertyville, Illinois.

### Estudios
Carson pasó los años de 1963 a 1967 en Montreal, en la Universidad McGill, donde obtuvo su Licenciatura en Ciencias grado en química y matemáticas. Luego se mudó a Toronto, donde completó su Maestría en Divinidad del Central Baptist Seminary (ahora Heritage Baptist College y Heritage Theological Seminary).
En Cambridge, Carson estudió con Barnabas Lindars, cuyo Festschrift editó en 1988.  Su disertación se tituló, Predestinación y responsabilidad: elementos de la teología de la tensión en el cuarto evangelio contra el trasfondo judío. Una forma revisada y simplificada de su disertación se publicó en 1981 bajo el título, Soberanía divina y responsabilidad humana: temas bíblicos en tensión.

### Obra misionera
De 1970 a 1972, fue pastor en Richmond, Columbia Británica, y fue ordenado pastor en 1972. En 1972, Carson se mudó a Inglaterra para obtener un título de Doctor en Filosofía en el Nuevo Testamento de la Universidad de Cambridge, que completó en 1975. Al finalizar su doctorado, Carson regresó a Canadá y sirvió durante tres años en el Northwest Baptist Theological College (ahora Northwest Baptist Seminary) en Vancouver como profesor asociado de Nuevo Testamento y luego como decano fundador del seminario en 1976. Carson se unió a Trinity La facultad de la Escuela de Divinidad Evangélica en 1978 después de que el entonces decano, Kenneth Kantzer, lo escuchó presentar un artículo en una conferencia teológica. Carson se desempeñó como profesor asociado de Nuevo Testamento hasta 1982 cuando se convirtió en profesor titular. De 1991 a 2018, Carson fue profesor de investigación del Nuevo Testamento. Ahora es profesor emérito de Nuevo Testamento.
Carson ha escrito y editado más de 60 libros.  Es el editor de muchas series que incluyen los Nuevos Estudios en Teología Bíblica (NSBT), el Comentario del Nuevo Testamento Pilar, la Biblia de Estudio de Teología Bíblica NVI, Estudios en Griego Bíblico, y más. Se ha desempeñado como editor de una variedad de revistas académicas. En el pasado, se desempeñó como editor del Trinity Journal (1980–86) y editor de reseñas de libros del Journal of the Evangelical Theological Society (1979–1986). De 1991 a 1996, se desempeñó como copresidente de la sección de Lingüística y Griego Bíblico de la Sociedad de Literatura Bíblica.
En 2005, Carson fundó Coalición por el Evangelio junto con el pastor Tim Keller. Coalición por el Evangelio es conocida por su popular sitio web, conferencias y otros materiales de recursos.  Carson fue el presidente de Coalición por el Evangelio hasta el 20 de enero de 2020, cuando Julius Kim fue seleccionado como su sucesor. Carson pasó al papel de teólogo en general, el puesto que ocupa actualmente.
Carson es un apasionado del ministerio internacional y busca la unidad de la iglesia en todo el mundo. Durante varios años, sirvió en la Alianza Evangélica Mundial trabajando en la Unidad de Estudio de Fe e Iglesia. Durante su tiempo como presidente de la Unidad de Estudio de Fe e Iglesia, Carson promovió la erudición evangélica en todo el mundo. Animó a los eruditos y pastores de Nigeria, Indonesia, Japón, India, Europa y de todo el mundo a escribir sobre soluciones globales para los problemas que enfrenta la iglesia. Durante su mandato en la Alianza Evangélica Mundial, produjo cuatro volúmenes que contienen contribuciones de académicos internacionales.
Carson ha sido mentor de varios eruditos bíblicos prominentes, incluidos Craig Blomberg, Stanley E. Porter y Andreas J. Köstenberger.
En 2011, se publicó un Festschrift en su honor, titulado Understanding the Times: New Testament Studies in the 21st Century: Essays in Honor of DA Carson en la ocasión de su 65 cumpleaños. Los colaboradores incluyeron a Andreas J. Köstenberger, Grant Osborne, Mark Dever, Douglas Moo, Peter O'Brien y Craig Blomberg.

## Obras publicadas

### Libros
- (1979). Carson, DA  El debate de la versión King James: una súplica por el realismo. Grand Rapids, MI: Baker Books. ISBN 0-8010-2427-7.
- (1984). Falacias exegéticas. Grand Rapids, MI: Baker Books. ISBN 0-8010-2499-4.
- (1987). Mostrando el Espíritu: una exposición teológica de 1 Corintios 12-14. Grand Rapids, MI: Baker Books. ISBN 978-0-801-02521-1.
- (1990). ¿Hasta cuándo, oh Señor ?: Reflexiones sobre el sufrimiento y el mal. Grand Rapids, MI: Baker Academic. ISBN 0-8010-3125-7.
- Morris, Leon; Moo, Douglas J. (1991). Introducción al Nuevo Testamento. Grand Rapids, MI: Zondervan  ISBN 978-0-310-51940-9. OCLC  24218222.
- (1991). El Evangelio según Juan. PNTC. Grand Rapids, MI: Eerdmans. ISBN 0-851-11749-X.
- (1992). Un llamado a la reforma espiritual: prioridades de Pablo y sus oraciones (1ª ed.). Downers Grove, IL: Inter-Varsity Press. ISBN 978-0-851-10976-3.
- (1993). La cruz y el ministerio cristiano: lecciones de liderazgo de 1 Corintios. Grand Rapids, MI: Baker Academic. ISBN 0-8010-9168-3.
- (1996). Conceptos básicos para creyentes: una exposición de Filipenses. Grand Rapids, MI: Baker Academic. ISBN 978-0801054945.
- (1998). El debate del lenguaje inclusivo: un alegato por el realismo. Downers Grove, IL: Inter-Varsity Press. ISBN 0-85111-584-5.
- (1998). Por el amor de Dios, comentario devocional de 2 volúmenes basado en el sistema de Robert Murray M'Cheyne para leer la Biblia en un año . Wheaton, IL: Crossway Books. ISBN 1-58134-815-0.
- (1999). La difícil doctrina del amor de Dios. Wheaton, IL: Crossway Books. ISBN 1-58134-126-1.
- (2000). Decir la verdad: evangelizar a los posmodernos. Grand Rapids, MI: Zondervan. ISBN 978-0-310-24334-2.
- (2002). Soberanía divina y responsabilidad humana: perspectiva bíblica en tensión. Eugene, Oregón: Wipf y Stock. ISBN 978-1-579-10859-5.
- (2002). Amordazamiento de Dios, El: El cristianismo se enfrenta al pluralismo. Grand Rapids, MI: Zondervan. ISBN 978-0-310-24286-4.
- (2005).Conversar con la iglesia emergente: comprender un movimiento y sus implicaciones .Grand Rapids, MI: Zondervan. ISBN 0-310-25947-9.
- (2005). Introducción al Nuevo Testamento Moo, Douglas J. (2ª ed. Revisada). Grand Rapids, MI: Zondervan. ISBN 978-0-310-23859-1.
- (2008). Cristo y la cultura revisados. Grand Rapids, MI: Baker Academic. ISBN 978-0-8028-3174-3.
- (2008). Memorias de un pastor ordinario: la vida y reflexiones de Tom Carson. Wheaton, IL: Crossway Books. ISBN 978-1-4335-0199-9.
- (2009). La intolerancia a la tolerancia. Grand Rapids, MI: Eerdmans. ISBN 978-0-802-83170-5. OCLC 768806216.
- (2009). Evangelicalismo: ¿Qué es y vale la pena conservarlo?. Wheaton, IL: Crossway Books. ISBN 9781433511226. OCLC  1433511223.
- (2010). Escandaloso: La Cruz y Resurrección de Jesús. Wheaton, IL: Crossway Books. ISBN 978-1-4335-1125-7.
- (2010). Sermón del Monte: una exposición de Mateo 5-7. Paternóster. ISBN 978-1-850-78889-8.
- (2010). El Dios que está ahí: Encontrar su lugar en el de Dios. Grand Rapids, MI: Baker Books. ISBN 978-0-801-01372-0.
- (2012). Jesús, el Hijo de Dios: un título cristológico que a menudo se pasa por alto, a veces se malinterpreta y actualmente se discute. Wheaton, IL: Crossway Books. ISBN 978-1433537967.
- (2015). Orando con Pablo: Un llamado a la reforma espiritual (2ª ed.). Grand Rapids, MI: Baker Academic. ISBN 978-0-801-09710-2 edición revisada de Un llamado a la reforma espiritual de 1992

### Como editor
- (2001) eds. Seifrid, Mark A .; O'Brien, Peter T. Justificación y nomismo abigarrado: Volumen 1: Las complejidades del judaísmo del Segundo Templo. Grand Rapids, MI: Baker Academic. ISBN 978-0-8010-2272-2.
- (2004) eds..Seifrid, Mark A .; O'Brien, Peter T.  Justificación y nomismo abigarrado: Volumen 2: Las paradojas de Pablo. Grand Rapids, MI: Baker Academic. ISBN 978-0-8010-2741-3.
- (2008).eds. Beale, GK Comentario sobre el uso del Antiguo Testamento en el Nuevo Testamento. Grand Rapids, MI: Baker Academic. ISBN 978-0-8010-2693-5.
- (2012) Keller, Timothy eds. El evangelio como centro: renovando nuestra fe y reformando nuestras prácticas ministeriales. Folletos de la Coalición por el Evangelio. Wheaton, ILEnlaces externos : Crossway Books. ISBN 9781433515613. OCLC 730405327.
- (2016). La autoridad duradera de las Escrituras cristianas .ed. Downers Grove, IL: Inter-Varsity Press. ISBN 978-1783594603.

### Capítulos y contribuciones
- (1984). "Mateo". En Gaebelein, Frank E. (ed.). Comentario bíblico del expositor: Mateo-Lucas. 8. Grand Rapids, MI: Zondervan. ISBN 978-0-310-36500-6.

### Artículos
- (Junio de 1993). "El mal y el sufrimiento en el mundo de un Dios bueno y soberano". Reaper : 6–9, 36.
- (25 de abril de 1994). "Cinco evangelios, no Cristo: en su intento de rescatar la Biblia de los conservadores, los eruditos en el Seminario de Jesús se convirtieron en fundamentalistas liberales".Cristianismo hoy. 38 (5): 30–33.
- (agosto de 1995). "Jesús el templo de Dios". Revista Evangélica de Gales : 8–9.
- (15 de noviembre de 1999). "¿Los cristianos están obligados a diezmar?". Cristianismo hoy. 43 (13): 94.
- (1999). "Sobre la distorsión del amor de Dios". Bibliotheca Sacra. 156 : 3-12.

### Publicaciones y audio
- La colección Gospel Coalition: incluye una bibliografía completa (más de 350 PDF gratuitos) y sermones y conferencias (alrededor de 500 MP3 gratuitos)

- Datos: Q5203466